# Теорема Артина о задании группы кос

Стандартные диаграммы образующих Артина и обратных к ним (слева) и диаграмма, заданная некоторым артиновским словом (справа)

Теорема Артина о задании группы кос — фундаментальная теорема теории кос, предоставляющая комбинаторно-алгебраическую кодировку кос.
На языке комбинаторной теории групп можно сказать, что теорема Артина представляет собой задание образующими и соотношениями для группы кос.

## Введение
В своей первопроходческой работе 1925 года Эмиль Артин дал геометрическое определение косы и показал, что косы из фиксированного числа нитей образуют группу. Его определение основано на понятиях геометрической косы и изотопии, которые с трудом поддаются анализу. В связи с этим Артин ввёл комбинаторную кодировку геометрических кос, заключающуюся в их представлении в виде произведения некоторых элементарных кос, которые называются образующими Артина. Изотопия геометрических кос порождает некоторые алгебраические соотношения между этими образующими, полное описание которых и предоставляет теорема Артина.
Значимость этой теоремы состоит в том, что она сводит геометрическое изучение кос к их алгебраическому изучению, заведомо более эффективному. Можно сказать, что теорема Артина предоставляет альтернативный эквивалентный подход к формализации понятия косы.
Данная теорема играет ту же основополагающую роль для теории кос, что и теорема Рейдемейстера для теории узлов или теорема Кёрби для трёхмерной и четырёхмерной топологии. Например, она используется для определения практически всех инвариантов кос.

## Формулировка
Для {\displaystyle n\geq 2} пусть {\displaystyle \sigma _{1},\sigma _{2},\ldots ,\sigma _{n-1}} и {\displaystyle \sigma _{1}^{-1},\sigma _{2}^{-1},\ldots ,\sigma _{n-1}^{-1}} — образующие Артина и их обратные. Определим следующие преобразования артиновских слов, то есть слов в алфавите из данных {\displaystyle 2(n-1)} символов:
1. вставка в любое место артиновского слова фрагмента вида {\displaystyle \sigma _{i}\sigma _{i}^{-1}} или {\displaystyle \sigma _{i}^{-1}\sigma _{i}}, а также удаление такого фрагмента;
2. замена фрагмента вида {\displaystyle \sigma _{i}\sigma _{i+1}\sigma _{i}} на фрагмент {\displaystyle \sigma _{i+1}\sigma _{i}\sigma _{i+1}} и наоборот;
3. замена фрагмента вида {\displaystyle \sigma _{i}\sigma _{j}} на фрагмент {\displaystyle \sigma _{j}\sigma _{i}}, если индексы {\displaystyle i} и {\displaystyle j} не являются соседними, и наоборот.

Теорема Артина гласит, что образующие Артина порождают группу кос {\displaystyle B_{n}}, то есть любая коса из {\displaystyle n} нитей может быть представлена некоторым артиновским словом, и любые два слова, представляющих одну и ту же косу, связаны цепочкой преобразований трёх вышеуказанных типов.
Иными словами, множество {\displaystyle B_{n}} находится во взаимно-однозначном соответствии с фактормножеством множества всех артиновских слов по отношению эквивалентности, заданному такими преобразованиями. В данном соответствии:
- умножению кос отвечает конкатенация артиновских слов;
- тривиальной косе отвечает пустое слово;
- обращению косы отвечает операция замены букв слова на обратные и переписывания этого слова в обратном порядке:

{\displaystyle x_{i_{1}}x_{i_{2}}\ldots x_{i_{k}}\mapsto x_{i_{k}}^{-1}x_{i_{k-1}}^{-1}\ldots x_{i_{1}}^{-1}},
где символ {\displaystyle (\sigma _{i}^{-1})^{-1}} означает {\displaystyle \sigma _{i}}.
Иначе говоря, группа кос допускает следующее копредставление:
{\displaystyle B_{n}\cong \langle \sigma _{1},\sigma _{2},\ldots ,\sigma _{n-1}\mid \sigma _{i}\sigma _{i+1}\sigma _{i}=\sigma _{i+1}\sigma _{i}\sigma _{i+1}} для {\displaystyle 1\leq i\leq n-2;\ \ \sigma _{i}\sigma _{j}=\sigma _{j}\sigma _{i}} для {\displaystyle |i-j|\geq 2\rangle }.
Данные соотношения называются соотношениями Артина. Некоторые авторы называют соотношениями Артина соотношения, соответствующие преобразованиям второго типа. Преобразования третьего типа обычно называются дальней коммутативностью. Ввиду того, что соотношения, соответствующие преобразованиям первого типа, выполняются в любой группе, их иногда называют тривиальными. Все эти преобразования произошли из теории узлов и иногда называются движениями Рейдемейстера для кос.

## Примеры
В случае {\displaystyle n=2} теорема Артина гласит, что любая двухниточная коса является целой степенью первой образующей Артина {\displaystyle \sigma _{1}}, причем эта образующая подчиняется лишь тривиальному соотношению. Таким образом, все её степени различны: 
{\displaystyle B_{2}=\{\sigma _{1}^{m}\mid m\in \mathbb {Z} \}}.
Иными словами, группа кос из двух нитей является бесконечной циклической:
{\displaystyle B_{2}\cong \langle \sigma _{1}\mid \varnothing \rangle \cong \mathbb {Z} }.
В случае {\displaystyle n=3} теорема Артина гласит, что любая трёхниточная коса представляется в виде произведения образующих {\displaystyle \sigma _{1},\sigma _{2}} и их обратных, причем помимо тривиальных соотношений между данными образующими существует единственное определяющее соотношение:
{\displaystyle B_{3}\cong \langle \sigma _{1},\sigma _{2}\mid \sigma _{1}\sigma _{2}\sigma _{1}=\sigma _{2}\sigma _{1}\sigma _{2}\rangle }.
В образующих {\displaystyle a:=\sigma _{1}\sigma _{2}\sigma _{1}} и {\displaystyle b:=\sigma _{1}\sigma _{2}} данное копредставление имеет вид
{\displaystyle B_{3}\cong \langle a,b\mid a^{2}=b^{3}\rangle }.
Таким образом, группа кос из трёх нитей изоморфна группе трилистника.